# Международный женский альянс
Международный женский альянс (англ. The International Alliance for Women, TIAW) — это американская неправительственная организация.
Название альянса не следует путать с более старой правозащитной организацией «Международный альянс женщин».

## Концепция
Альянс — это сеть женщин-профессионалов, занимающаяся улучшением экономического статуса женщин: женщин-руководителей и специалистов высшего звена или начинающих свою карьеру, женщин в переходном периоде и планирующих свою карьеру девушек, бедных женщин в развивающихся странах.

## История
Альянс является некоммерческой корпорацией, основанной в 1980 году для продвижения интересов женщин, занятых в профессиональных сферах. Альянс ранее был известен как «Национальный альянс» (англ. The National Alliance, 1980—1986). Более позднее название организации — «Международный альянс женщин-профессионалов и руководителей» (англ. The International Alliance of Professional and Executive Women, TIA, 1986—2002). Свое нынешнее название альянс принял в 2002 году.